# Giusto Le Court
Giusto Le Court, italianizzazione parziale di Juste le Court o Josse de Corte (Ypres, 1627 – Venezia, 1679), è stato uno scultore fiammingo.

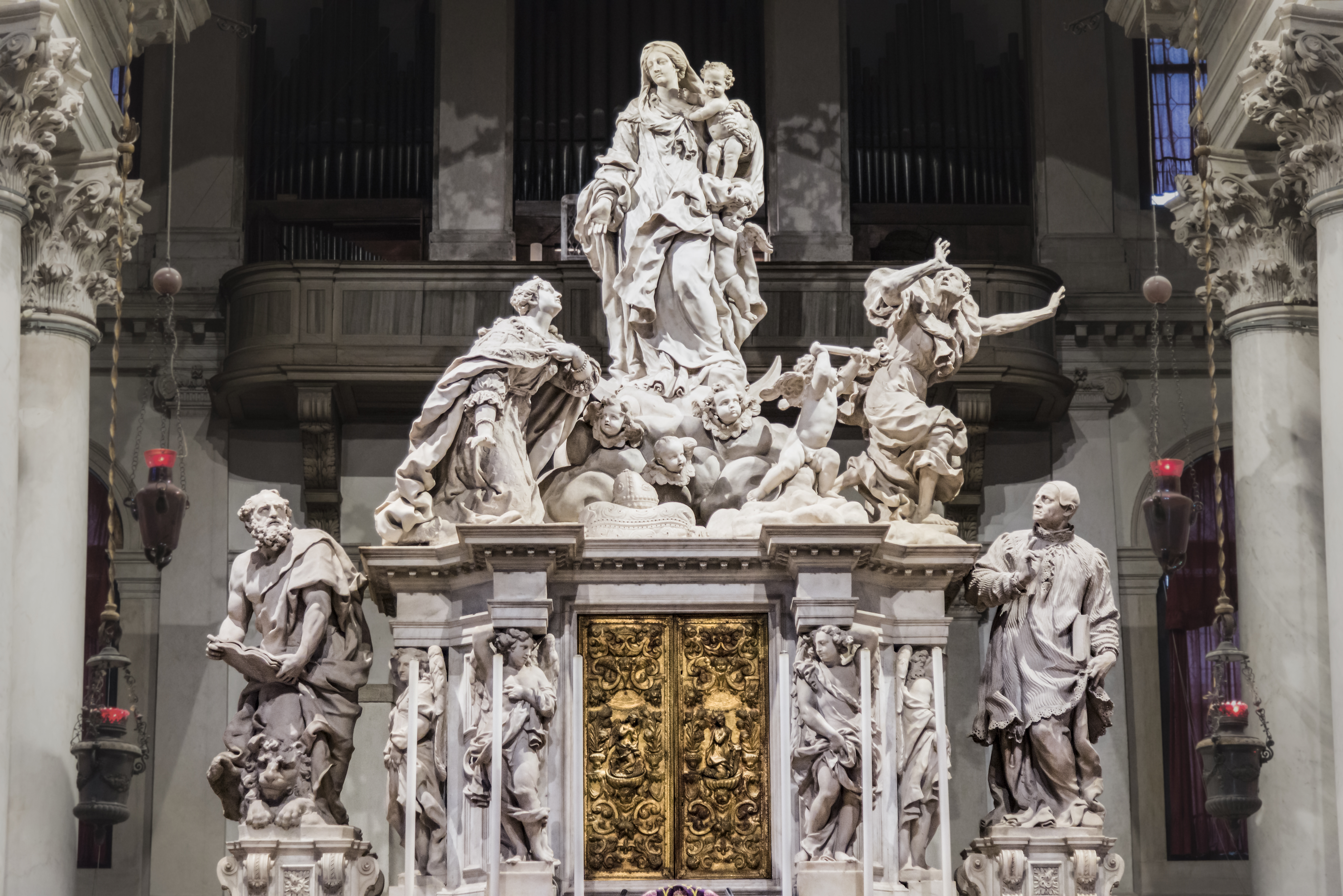
Altare maggiore nella Basilica di Santa Maria della Salute

Sono attribuiti a lui la statua di Antonio Barbaro della facciata della Chiesa di Santa Maria del Giglio, ed i telamoni della Chiesa dell'Ospedaletto e la statua del San Gerardo Sagredo nella Cappella Sagredo in San Francesco della Vigna a Venezia. Altre opere significative sono i monumenti funebri a Caterino Corner, nella basilica del Santo a Padova e a Leonida Bissari nella Basilica di Monte Berico a Vicenza.
Uno dei suoi migliori allievi fu Enrico Merengo (Heinrich Meyring).

## I telamoni della Chiesa dell'Ospedaletto a Venezia

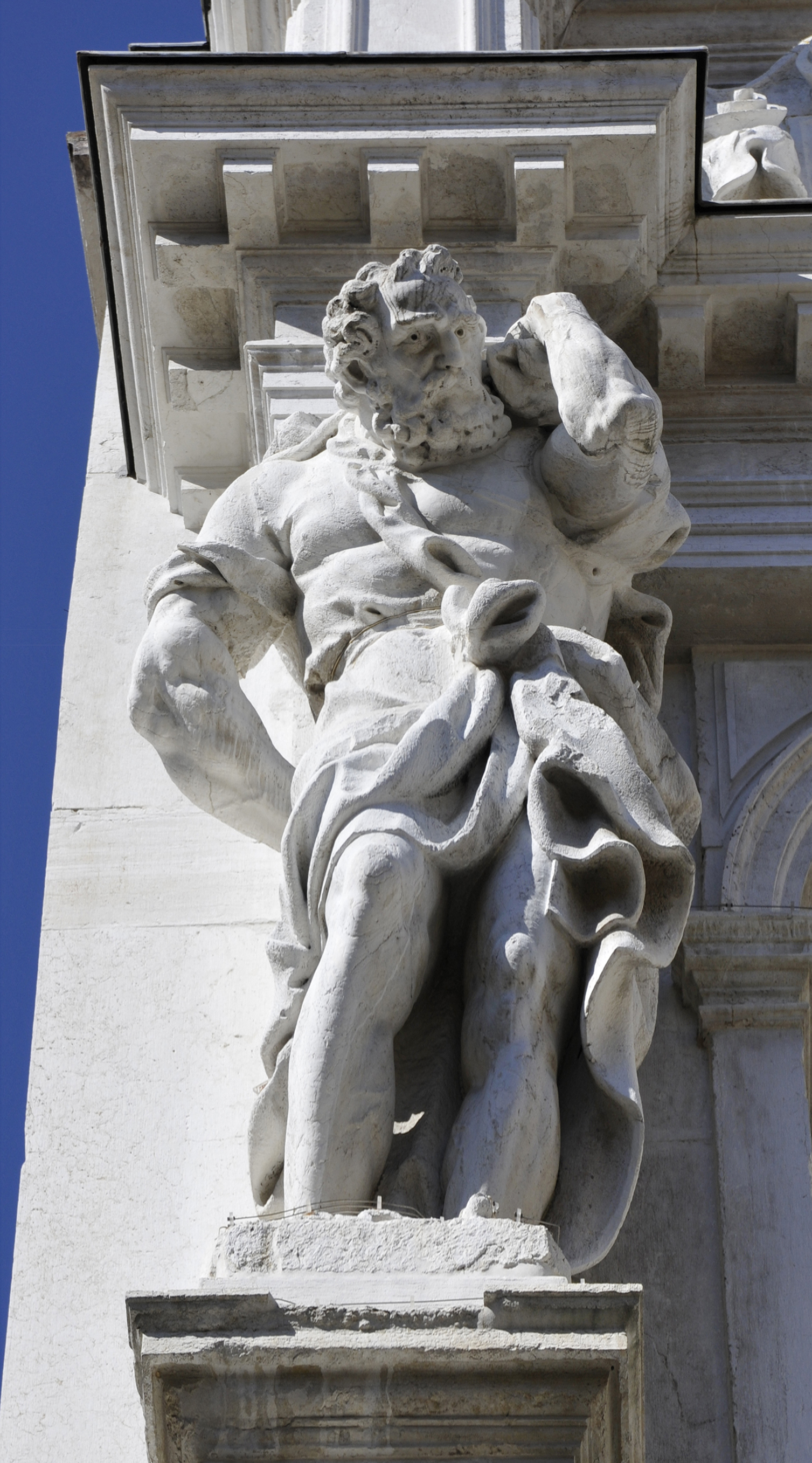
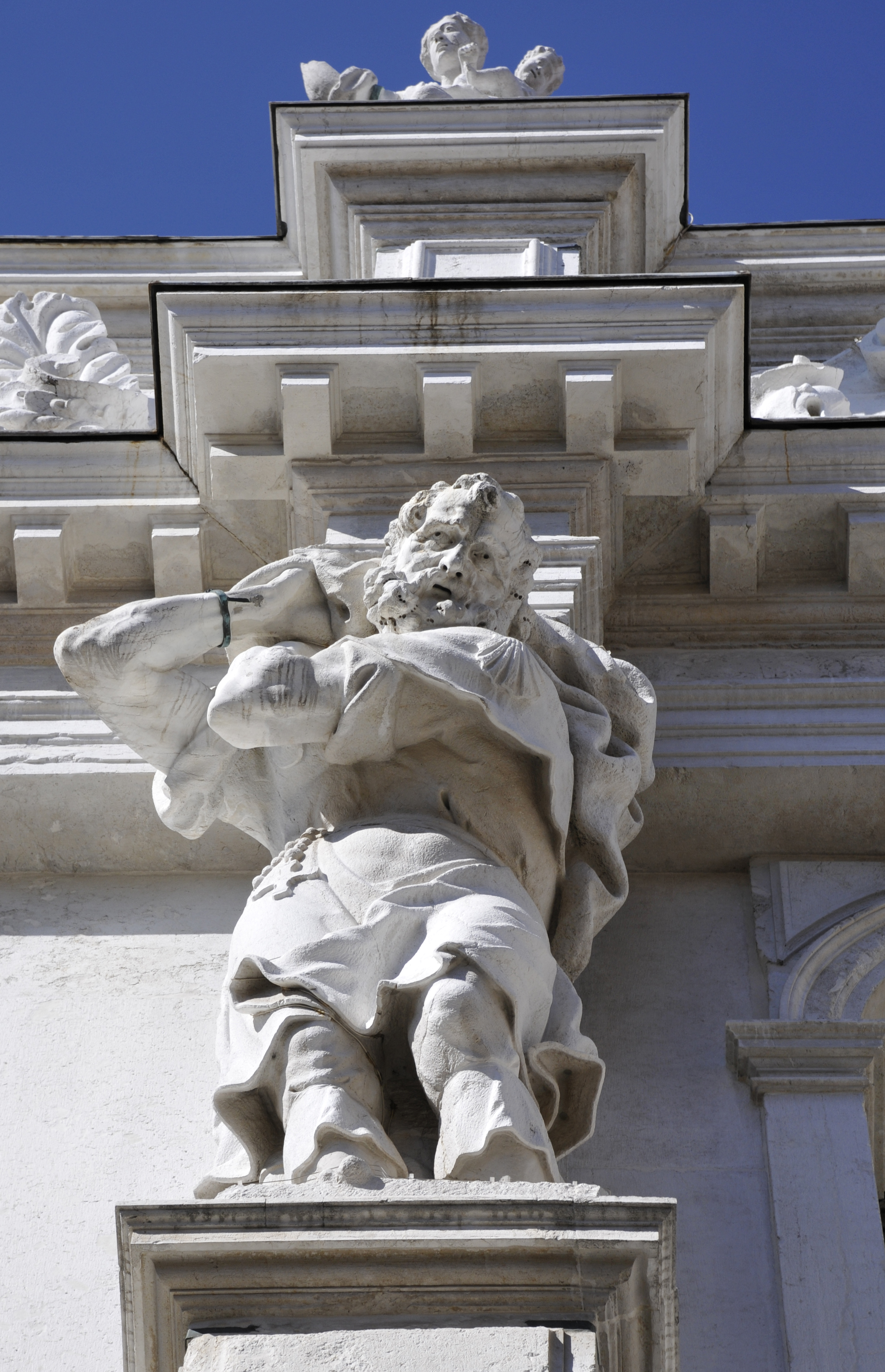
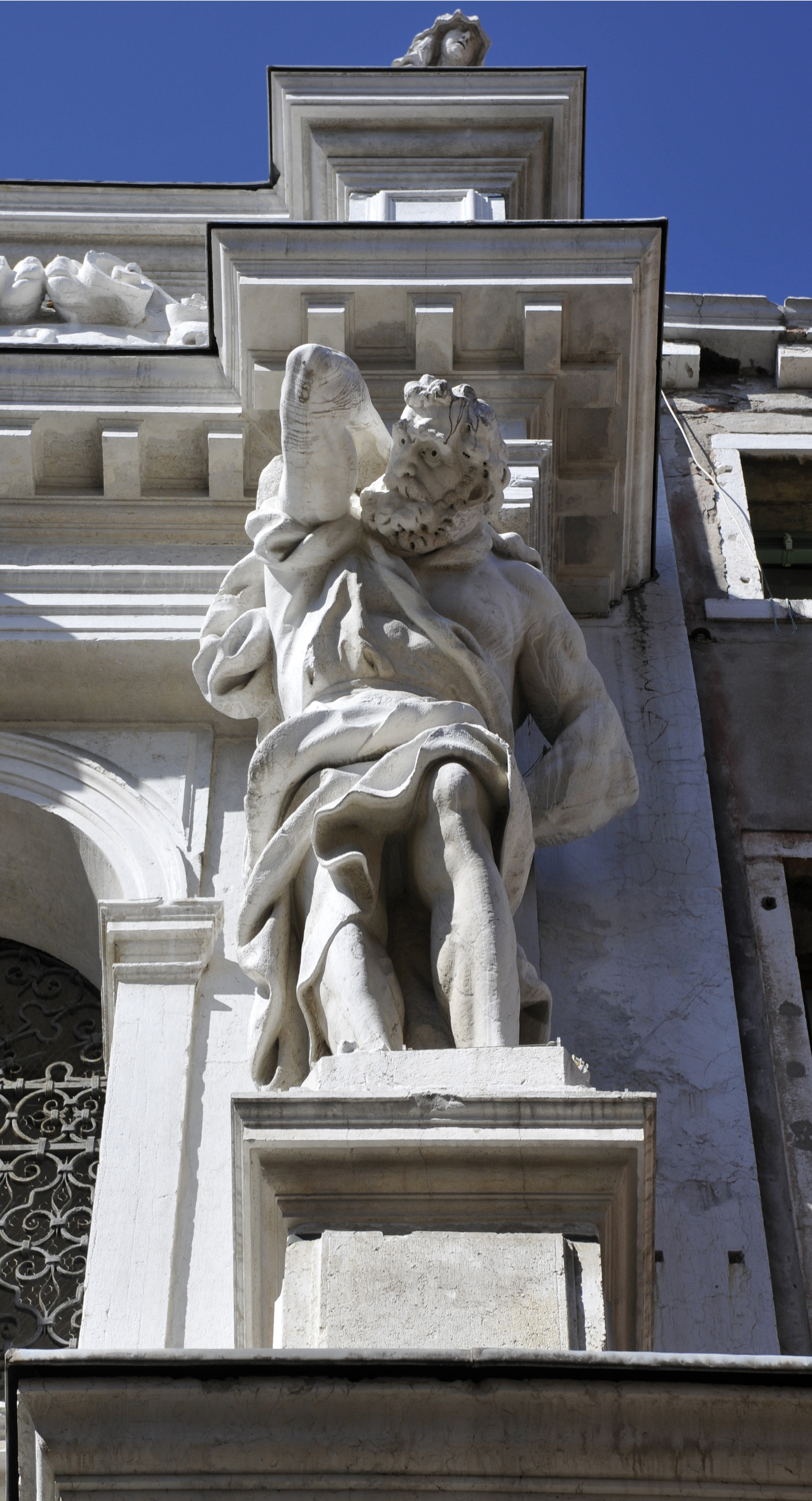
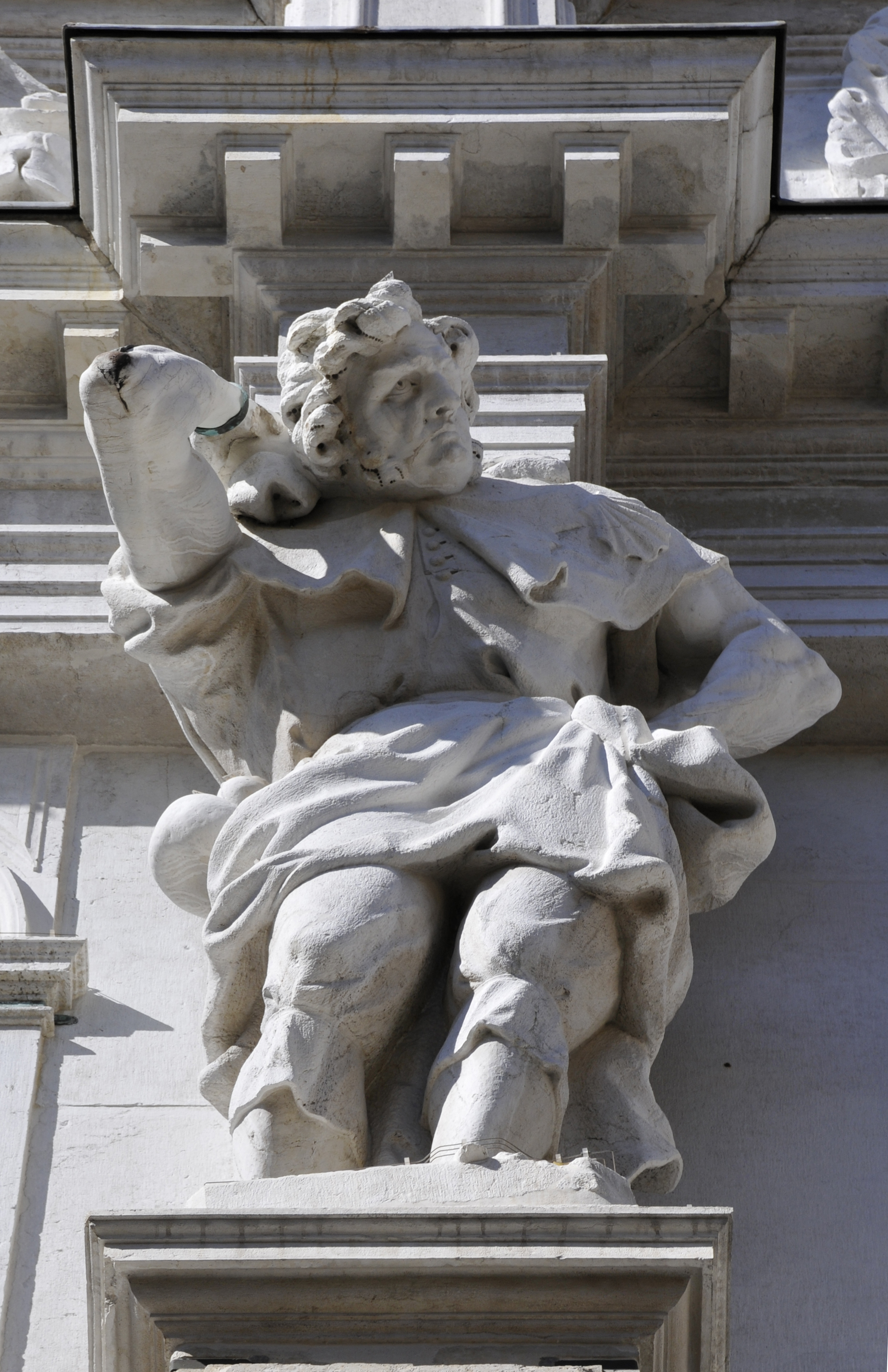